# Rur-Eifel-Volkslauf Cup
Der Rur-Eifel-Volkslauf Cup (REC) war eine jährlich stattfindende Laufcupserie, die zwischen 1995 und 2020 in der Städteregion Aachen, in den Kreisen Düren und Heinsberg sowie in Ostbelgien und in den Niederlanden stattgefunden hatte. Mit über 18.000 Teilnehmern insgesamt sowie über 200 Läufern, die bei zehn oder mehr Einzelveranstaltungen starten, zählte der Rur-Eifel-Volkslauf Cup zu den größeren Breitensportveranstaltungen der Region und zu einer der ältesten seiner Art in Deutschland. Der Rur-Eifel-Volkslauf Cup wurde ausgerichtet von Sport Lövenich aus Düren und wurde durch zahlreiche Privatpersonen und Unternehmen gesponsert.
An den mehr als 30 Veranstaltungen konnten Anfänger und ambitionierte Sportler ab der Altersklasse W/M U10 je nach Einzelausschreibung in den Kategorien Volkslauf, Walking, Nordic Walking und Wandern teilnehmen. Alle Einzelveranstaltungen des Rur-Eifel-Volkslauf Cups waren beim Leichtathletik-Verband Nordrhein (LVN) offiziell angemeldet und es galten die Bestimmungen der Deutschen Leichtathletik-Ordnung (DLO) des Deutschen Leichtathletik-Verbandes sowie die speziellen Cup-Regeln.

## Geschichte
Auf dem Höhepunkt der Volkslaufwelle im letzten Drittel des 20. Jahrhunderts wurden in der Städteregion Aachen bereits einige der unten in der Liste aufgeführten Wettbewerbe als Einzelveranstaltung durchgeführt. Um hierzu einen neuen Wettbewerbsreiz zu setzen und der Gefahr zurückgehender Starterzahlen entgegenzuwirken, schlossen sich einige der veranstaltenden Vereine mit engagierten Einzelpersonen zusammen und kreierten im Jahr 1995 den Rur-Eifel-Volkslauf Cup. Im Laufe der nächsten Jahre stieß er dabei auf immer größeres Interesse und die Organisatoren konnten neue Veranstalter und Wettbewerbe in die Serie aufnehmen. Anfang des 21. Jahrhunderts lag schließlich die Anzahl der Ausrichter bei teilweise über 40 und pendelte sich im Laufe der folgenden Jahre auf 34 bis 38 Veranstaltungen ein. Mit zunehmendem Interesse unter den Teilnehmern stießen zudem immer mehr zahlungskräftigere und meist örtliche Sponsoren hinzu, die sich ein oder mehrere Jahre für diese Laufserie engagierten. Zwischenzeitlich ließen die Teilnehmerzahlen bei den Cupläufen leicht nach, doch der Rückgang konnte ab Mitte der 2010er Jahre wieder gestoppt werden.
Darüber hinaus entwickelte sich durch die Laufserie eine touristische Komponente, da ein Großteil der Teilnehmer teilweise mit der ganzen Familie und/oder Betreuern zu den Einzelveranstaltungen anreisten und dabei sowohl das geografische Umfeld als auch die Gastfreundschaft des Veranstaltungsortes kennenlernen konnten. So kam es dazu, dass unabhängig vom offiziellen Reglement die Beliebtheit einer Veranstaltung durch die Teilnehmer bewertet wurde, wobei sowohl die Ausrichtung selbst, auch die Streckenführung und das gesamte Umfeld eine Rolle spielten. In den letzten Jahren wurde in diesem Zusammenhang beispielsweise der Lichterlauf von Komet Steckenborn mehrfach als der schönste Lauf der Serie gewertet.
Im Jahr 2020 fanden auf Grund der Covid-19-Pandemie lediglich die ersten beiden Veranstaltungen in Gillrath und Kerkrade statt.
Nach dem plötzlichen und unerwarteten Tod von Paul Boltersdorf, am 4. Juli 2021, entfielen alle Aktivitäten rund um den Rur-Eifel-Volkslauf-Cup.
2023 startete auf Initiative von Markus Ganser, Claus Uellendall und Heike Herma der Regio Aachen Laufcup (RAC), als Anknüpfung an den Rur-Eifel-Volkslauf Cup.

## Reglement

### Allgemeines
Eine Serienwertung für den Rur-Eifel-Volkslauf Cup erfolgt ab dem zehnten Lauf eines Teilnehmers bei zehn verschiedenen Cupveranstaltungen. Dagegen reichen für Schüler-, Jugend-, Walking und Nordic Walking-Teilnehmer bereits sieben Teilnahmen.
Der Rur-Eifel-Volkslauf Cup kann in sechs Wertungsklassen gewonnen werden: in den jeweiligen Altersklassen laut DLO ab der W/M U10 (hier jedoch nur die Neun und Zehnjährigen), in der Gesamt-, Kilometer-, Vereins- und Paarwertung sowie in der Kategorie Walking, Nordic Walking und Wandern. Schüler und Jugendliche sowie Walker, Nordic Walker und Wanderer können nur gewertet werden, wenn die entsprechenden Disziplinen offiziell als Cup-Wertung ausgeschrieben sind, nachträglich angebotene Wettbewerbe können nicht berücksichtigt werden.

### Altersklassen-Wertung
Gemäß den Ergebnislisten der Einzelveranstaltung fließen zunächst 14 Ergebnisse in die Wertung ein, wobei der Erste einer Altersklasse mit 50 Punkten bewertet wird und jeder weitere Platz einen Punkt weniger erhält. Bei 15 bis 19 Wertungsläufen erhält der Teilnehmer für jeden weiteren Lauf 20 Bonuspunkte und ab der 20. Teilnahme werden statt der Bonuspunkte bessere Punktzahlen berücksichtigt. Bei Schülern und Jugendlichen werden sieben Läufe plus vier Bonusläufe gewertet. Die ersten drei jeder Altersklasse erhalten Sachpreise oder Gutscheine und alle, die mindestens zehn Cupläufe absolviert haben, erhalten eine Urkunde und ein Andenken.

### Gesamtwertung
Der Sieger erhält je Cuplauf 1000 Punkte. Die Abstufung der weiteren Platzierungen ist abhängig von den Teilnehmern des jeweiligen Laufes und errechnet sich anhand der mathematischen Formel: „1000 – 1000 : Anzahl der Starter“, das bedeutet beispielsweise, dass bei 200 Teilnehmern jeder weitere Platz fünf Punkte weniger erhält. Es können bis zu 18 Läufe gewertet werden; ab dem 19. Lauf werden die jeweils schlechtesten Resultate gestrichen. Die Erst- bis Fünftplatzierten erhalten je einen Sachpreis oder einen Gutschein, die Nächstplatzierten bis zum 20. Platz eine Urkunde.

### KM-Wertung
Bei der KM-Wertung werden alle Kilometer, die ein Teilnehmer bei den entsprechenden Cupläufen absolviert, addiert. Dies gilt auch für Mehrfachstarts (beispielsweise der 5- und 10 km-Wettbewerbe) bei einer Veranstaltung. Es werden die ersten drei bestplatzierten Frauen und Männer mit Sachpreisen oder Gutscheinen geehrt sowie alle, die mindestens 250 Gesamtkilometer absolviert haben, erhalten ein T-Shirt.

### Vereins-, Teamwertung
Je Veranstaltung kommen die fünf besten Ergebnisse von Mitgliedern eines Vereines oder eines Teams in die Wertung, wobei als Grundlage die Altersklassenpunkte der einzelnen Vereinsteilnehmer gelten, die darüber hinaus nur für eine Mannschaft starten dürfen. Der beste Verein oder das beste Team in der Jahreswertung erhält den Wanderpokal und bis zum sechsten Platz können noch Sachpreise gewonnen werden.

### Paarwertung
Je Veranstaltungsjahr können über die gesamte Saison und unabhängig von der Vereinszugehörigkeit und der jeweiligen Altersklasse je eine Läuferin und ein Läufer als angemeldetes „Paar“ starten. Wenn dann beide bei derselben Veranstaltung ins Ziel eines Wertungslaufes kommen, werden alle Altersklassenpunkte des Paares bei allen teilgenommenen Veranstaltungen addiert und am Ende der Saison die ersten drei Paare mit Sachpreisen oder Gutscheinen geehrt.

### Walking, Nordic-Walking und Wanderer
Da es für diese Gruppe keine genauen Wettkampfregeln gibt, zählt ausschließlich die Teilnahme an Veranstaltungen, die für diese Gruppe in der Einzelausschreibung geführt werden, unabhängig von der Einzeldisziplin. Wer hierbei an mindestens sieben Veranstaltungen erfolgreich teilgenommen hat, erhält eine Urkunde und wird zur zentralen Siegerfeier des Rur-Eifel-Volkslauf Cups eingeladen.

## Wertungsläufe 2020
Diese Liste zeigt alle für 2020 geplanten Wertungsläufe.
| Cuplauf | Termin     | Name                                                               | Veranstalter             | Strecken                                  |
| ------- | ---------- | ------------------------------------------------------------------ | ------------------------ | ----------------------------------------- |
| 1.      | 04.01.     | 45. Gillrather Crosslauf                                           | DJK Gillrath             | 4,6 km; 9,2 km                            |
| 2.      | 18./19.01. | Abdijcross                                                         | Abdijcross Kerkrade      | 5,2 km; 10,5 km; 21 km Crossläufe         |
| 3.      | 08.03.     | 7. Selfkantlauf                                                    | Gemeinde Gangelt         | 5 km; 10 km; HM                           |
| 4.      | 15.03.     | Parelloop                                                          | Brunssum                 | 10 km                                     |
| 5.      | 15.03.     | 50. Internationale Eschweiler Volkslauf                            | LSG Eschweiler           | 10 km; HM; Walk; Nordic Walk              |
| 6.      | 11.04.     | 42. Internationaler Osterlauf Eupen                                | LAC Eupen                | 6 km; 15,7 km                             |
| 7.      | 13.04.     | 34. Internationaler Broichbachtal-Lauf                             | LT Alsdorf-Ost           | 5,2 km; 10 km; Walk; Nordic Walk          |
| 8.      | 02.05.     | Stauseelauf Bütgenbach                                             | SC Bütgenbach            | 5,7 km; HM                                |
| 9.      | 03.05.     | 1. Simmerather Kraremanns                                          | Hansa Simmerath          | 4 km; 10 km                               |
| 10.     | 10.05.     | 11. Aachener Engellauf Aachen-Brand                                | Aachener Engel           | 5 km; 10 km; Walk; Nordic Walk            |
| 11.     | 17.05.     | 41. Int. STB Harry Driessen Loperscompany Heidetrail               | STB Landgraaf            | 6 km; 10,5 km                             |
| 12.     | 21.05.     | 7. Volkslauf „Breinig läuft“                                       | Breinig/LG Stolberg      | 5 km; 10 km                               |
| 13.     | 28.05.     | 5. Internationaler Pfingstlauf                                     | SV Kalterherberg         | 5 km; 10 km                               |
| 14.     | 06.06.     | 42. Mittsommernachtslauf                                           | TV Konzen                | 5 km; 14,065 km; Walk; Nordic Walk        |
| 15.     | 12.06.     | 44. Internationaler Rohrener Volkslauf                             | SV Bergwacht Rohren      | 4,2 km; 10 km; Walk; Nordic Walk          |
| 16.     | 14.06.     | 18. Hahner Kitzenhauslauf                                          | FC Inde Hahn             | 4,2 km; 10 km; Walk; Nordic Walk          |
| 17.     | 20.06.     | 9. Rollesbroicher Kalltal Eventlauf                                | SV Roland Rollesbroich   | 4,8 km; 12 km; Walk; Nordic Walk          |
| 18.     | 21.06.     | 10. Lauf mal wieder mit in Schmidt                                 | TuS Schmidt              | 4 km; 10,8 km; Walk; Nordic Walk          |
| 19.     | 27.06.     | 40. Rakkeschlauf                                                   | TV Roetgen               | 5 km; 10 km; HM; Walk; Nordic Walk        |
| 20.     | 04.07.     | 43. Heckenlauf                                                     | SV Germania Eicherscheid | 5 km; 10 km; HM; Walk; Nordic Walk        |
| 21.     | 11.07.     | 48. Int. Stausee-Volkslauf                                         | TV Germania Obermaubach  | 5 km; 10 km; Walk; Nordic Walk            |
| 22.     | 12.07.     | Enorm in Form in Steckenborn                                       | SC Komet Steckenborn     | 4,8 km; 10 km; Walk; Nordic Walk          |
| 23.     | 18.07.     | 32. ISOLA Rur 3-Brückenlauf                                        | Birkesdorfer TV          | 5 km; 10 km; Walk; Nordic Walk            |
| 24.     | 25.07.     | Runde vom See                                                      | SC Bütgenbach            | 5 km; 10 km; Walk; Nordic Walk            |
| 25.     | 01.08.     | 37. Int. Volks- und Straßenlauf „Die 10 km von Dürwiß“             | SV Germania Dürwiss      | 10 km                                     |
| 26.     | 19.08.     | 37. Bosselbachlauf                                                 | Germania Vossenack       | 5,7 km; 9,7 km; Walk; Nordic Walk         |
| 27.     | 22.08.     | 31. Hambacher Volks- und Straßenlauf                               | DJK Löwe Hambach         | 5 km; 10 km; HM; Walk; Nordic Walk        |
| 28.     | 29.08.     | XIX. Monte-Sophia-Lauf und 61. Heinrich-Antons-Gedächtnislauf      | TV Huchem-Stammeln       | 5,3 km; 10 km; 28,1 km; Walk; Nordic Walk |
| 29      | 06.09.     | 5. Sommerlauf in Abenden                                           | DG Abenden               | 5 km; 10 km; Walk; Nordic Walk            |
| 30.     | 13.09.     | 37. Internationaler Volkslauf                                      | MC Eschweiler            | 5 km; 10 km                               |
| 31.     | 20.09.     | 11. wep-Lauf                                                       | TUS Jahn Hilfarth        | 5 km; 10 km; HM; Marathon                 |
| 32.     | 26.09.     | STAPloop                                                           | STAP Brunssum            | 5 km; 10 km                               |
| 33.     | 11.10.     | 41. Geilenkirchener Volkslauf und 28. Halbmarathon                 | DJK Gillrath             | 4 km; 10 km; HM                           |
| 34.     | 17.10.     | 14. Steckenborner Lichterlauf                                      | SC Komet Steckenborn     | 10 km + Staffel                           |
| 35.     | 24.10.     | 25. Lauf um Adolfosee                                              | TUS Jahn Hilfarth        | 5 km; 10 km                               |
| 36.     | 21.10.     | 42. Internationaler Halbmarathon und 51. Internationaler Volkslauf | DJK JS Herzogenrath      | 5 km; 10 km; HM; Walk; Nordic Walk        |
| 37.     | 21.11.     | 27. Rurbrücken-Volkslauf                                           | LG Ameln/Linnich         | 4,2 km; 13,5 km                           |